# Amblyseius blosis
Amblyseius blosis är en spindeldjursart som beskrevs av Ahmad och Mohammad Nazeer Chaudhri 1989. Amblyseius blosis ingår i släktet Amblyseius och familjen Phytoseiidae. Inga underarter finns listade i Catalogue of Life.